# Dua Sepakat (Ranto Baek)
Dua Sepakat is een bestuurslaag in het regentschap Mandailing Natal van de provincie Noord-Sumatra, Indonesië. Dua Sepakat telt 801 inwoners (volkstelling 2010).